# Alysicarpus gamblei
Alysicarpus gamblei är en ärtväxtart som beskrevs av Anton Karl Schindler. Alysicarpus gamblei ingår i släktet Alysicarpus och familjen ärtväxter. Inga underarter finns listade i Catalogue of Life.